# 竇樂安
竇樂安，OBE（英語：John Darroch，1865年—1941年），英国传教士，清朝遊學進士。

## 生平
竇樂安生於蘇格蘭，隶属于英国内地会。光绪十年（1884年），来六安传教。光绪二十年，在县城老衙门台南建立“内地会六安福音堂”，之后任职于山西大学堂譯書院。光緒三十三年，光緒帝賞山西大学堂譯書院譯員竇樂安游學畢業進士。光绪三十四年，由窦乐安主持，黄鼎、张在新、郭凤翰共同译述，许家惺校订并作序的《世界名人传略》（One Thousand Biographies）出版，此书从英国张伯尔的《世界名人字典》（Chambers Biographical Dictionary）中选择重要名人千余人编译而成。后留有窦乐安路。曾獲封官佐級大英帝國勳章。

## 著作
- 英国张伯尔原本，世界名人传略，竇樂安、黄鼎、张在新、郭凤翰译述，许家惺校订，上海山西大学堂译书院译印，光绪三十四年（1908年）
- John Darroch, Chinese Self-taught by the Natural Method, David McKay Company, 1914.